# Perry Smith (mördare)

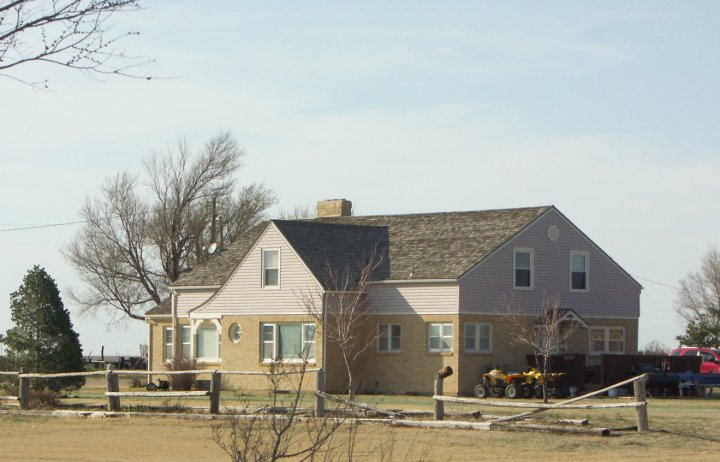
Familjen Clutters hem 2009.

Perry Smith, född 27 oktober 1928 i Elko County, Nevada, död 14 april 1965 i Lansing, Kansas, var en amerikansk mördare. Tillsammans med Richard Hickock mördade han fyra medlemmar av familjen Clutter i Holcomb, Kansas den 15 november 1959. Truman Capote skrev dokumentärromanen Med kallt blod om brottet.
Smith och Hickock avrättades genom hängning.